# Shareaza
Shareaza là trình khách của mạng đồng đẳng chạy trên hệ điều hành Windows. Shareaza hỗ trợ tải tệp theo giao thức Gnutella, Gnutella2, EDonkey Network, BitTorrent, FTP và HTTP. Nó có thể tự động tải tệp khi người dùng nhắp chuột vào liên kết dạng [[Magnet: lược đồ URI|nam châm]], ed2k, Piolet và Gnutella. Shareaza được phát triển bởi Michael Stokes
Vào cuối năm 2002, dựa trên nền tảng của giao thức Gnutella, Stokes xây dựng một giao thức chia sẻ tệp đồng đẳng mới Gnutella2 và trình khách Shareaza. Việc Stokes xây dựng Gnutella2 từ Gnutella đã nhận được rất nhiều lời chỉ trích từ cộng đồng những người phát triển Gnutella vì Stokes đã phát triển Gnutella2 mà không thông qua bất kỳ một sự thảo luận nào. Tuy được phát triển bởi riêng một cá nhân nhưng Gnutella2 hoạt động rất tốt, tốt hơn cả giao thức Gnutella. Vì vậy hiện nay Gnutella2 được hỗ trợ bởi rất nhiều trình khách của mạng đồng đẳng, ví dụ như Shareaza, MLdonkey, Adagio, Gnucleus, Morpheus, và iMesh. Tên của giao thức Gnutella2 thường được gọi ngắn gọn là Mike's Protocol, hoặc ngắn gọn hơn nữa là MP
Ngày 1 tháng 6 năm 2004, Shareaza phiên bản 2.0 được phát hành theo giấy phép GNU GPL, mã nguồn của Shareaza 2.0 mở tự do. Ngày 19 tháng 9 năm 2004 phiên bản 2.1 được phát hành, phiên bản này sửa rất nhiều lỗi trong phiên bản 2.0 và hỗ trợ Windows XP Service Pack 2 tốt hơn.
Hiện nay Shareaza hỗ trợ 18 ngôn ngữ.
Người dùng Shareaza (cũng như người dùng Azureus và LimeWire) thường xuyên là mục tiêu của các ý đồ xấu, ví dụ như Etomi, yêu cầu người dùng trả một khoản phí để sử dụng phần mềm.

## Tính năng
Shareaza có những tính năng nổi bật làm nên sự khác biệt so với các trình khách khác.
- Khả năng tải cùng một tệp từ nhiều mạng đồng đẳng theo các giao thức khác nhau vào cùng một thời điểm.
- Người dùng có thể lựa chọn chế độ cơ bản hoặc nâng cao, trong chế độ nâng cao người dùng có thể giám sát mạng đồng đẳng Gnutella và thiết lập các tùy chọn nâng cao khác.
- Collections, một tính năng cho phép gộp rất nhiều tệp vào trong một tập hợp, tập hợp này có thể tải về cũng như cũng có thể sao lưu.
- Điều khiển từ xa – cho phép người dùng điều khiển chương trình Shareaza từ xa.
- Lập lịch – cho phép người dùng lập thời gian biểu cho các tác vụ của Shareaza.
- Media Player – không giống như các trình chơi media của các phần mềm tải tệp trên mạng đồng đẳng, trình chơi media của Shareaza hoàn toàn bỏ qua các đoạn bị đứt, lỗi và hợp các tệp chunk vào làm một, tính năng này giúp người dùng có thể xem trước một đoạn phim của tệp đang tải về dù chưa tải đủ hoàn toàn tệp. Tuy nhiên tính năng xem trước này không hỗ trợ cho nghe thử âm thanh trong phim có định dạng MPEG.
- Hỗ trợ hoàn toàn unicode.
- Khả năng thay đổi giao diện, cho phép người dùng tự lựa chọn giao diện mình ưa thích.

## Sự chỉ trích
Để xem chi tiết về sự chỉ trích giao thức chia sẻ tệp trên mạng đồng đẳng Gnutella2, hãy xem Gnutella2.
Mặc dù Shareaza có rất nhiều tính năng tân tiến, nhưng Shareaza vẫn bị chỉ trích rất nhiều, đặc biệt là tính năng creeping featurism (một sự nhấn mạnh về tính năng mới của phần mềm không được ảnh hưởng đến mục đích thiết kế của phần mềm như tính đơn giản, gọn nhẹ, tùy biến và giảm thiểu lỗi) và software bloat (một xu hướng các chương trình hiện nay sử dụng nhiều tài nguyên hệ thống hơn các chương trình trước kia). Một tính năng thể hiện sự hỗ trợ yếu mạng Gnutella của chương trình Shareaza là khi chương trình Shareaza đang tự thực hiện quá trình tối ưu hóa để tăng tốc độ thực thi, mạng đồng đẳng Gnutella lại hiểu là máy đấy đã ngừng kết nối vào mạng. Đây là một tính năng Shareaza bị chỉ trích rất nhiều bởi cộng đồng người dùng. Shareaza phiên bản 2.1 và các phiên bản cũ hơn trước đó bị cấm bởi máy chủ Lugdunum eDonkey do một nguyên nhân lỗi (không có chủ ý) là Shareaza chiếm quá nhiều thời gian xử lý của máy chủ, nhưng lỗi này nhanh chóng được khắc phục sau khi Lugdunum đưa ra thảo luận vấn đề này. Nhưng không chỉ vậy, một vài máy theo dõi của giao thức BitTorrent cũng cấm Shareaza vì máy theo dõi nhận ra Shareaza là trình khách gian lận (tải về nhiều hơn tải lên), tuy nhiên những máy theo dõi này cũng cấm rất nhiều máy khách, kể cả máy khách sử dụng Azureus cũng chịu chung số phận.
Hiện nay Shareaza đã trở thành dự án mã nguồn mở, nhưng nó lại sử dụng các công cụ độc quyền của Microsoft trong phát triển phần mềm vì vậy nó bị cộng đồng phát triển mã nguồn mở chỉ trích rất nhiều về điều này. Mã nguồn hiện tại của Shareaza phụ thuộc hoàn toàn vào thư viện của Microsoft Visual Studio và công cụ đồ họa của Windows. Rất nhiều người dùng trên hệ điều hành Linux và Mac OS bày tỏ muốn sử dụng phần mềm Shareaza trên hệ điều hành họ đang dùng nhưng cho đến nay vẫn chưa thấy có một dấu hiệu khả quan.